# Thomas Dacre, 6. Baron Dacre

Wappen des Thomas Dacre, 6. Baron Dacre

Thomas Dacre, 6. Baron Dacre (* 27. Oktober 1387 auf Naworth Castle; † 5. Januar 1458) war ein englischer Adliger und Politiker im ausgehenden Mittelalter unter den Königen aus dem Hause Plantagenet.

## Herkunft
Die Familie Dacre gehörte dem anglo-normannischen Adel an und war seit 1321 im königlichen Rat bzw. im House of Lords vertreten. Er selbst war der einzige Sohn des William Dacre, 5. Baron Dacre (1357–1399), wurde am 27. Oktober 1387 in Naworth Castle geboren und am 28. Oktober 1387 in Brampton getauft.

## Leben und Karriere
Da er beim Tod seines Vaters 1399 noch minderjährig war, erbte er neben dessen Adelstitel als 6. Baron Dacre zwar die Anwartschaft auf dessen Ländereien und den Sitz im House of Lords, konnte aber beides noch nicht in Besitz nehmen. Nach seiner Volljährigkeitserklärung am 10. November 1408 erhielt er die Verfügungsgewalt über die väterlichen Ländereien und wurde erstmals am 1. Dezember 1412 und letztmals am 26. Mai 1455 durch Writ of Summons ins House of Lords geladen. In dieser Zeit gehörte er zu den 13 Verwandten des Ralph Neville, 1. Earl of Westmorland, die gemeinsam im Oberhaus saßen.
Er wurde am 26. Februar 1421 und erneut am 10. November 1422 zum Chief Forrester of Inglewood Forrest ernannt.
Er starb am 5. Januar 1457 und wurde in der Lanercost Priory begraben.
Aus seiner spätestens 1399 geschlossenen Ehe mit Lady Philippa Neville, Tochter des Ralph Neville, 1. Earl of Westmorland, hatte er drei Söhne und eine Tochter:
- Sir Thomas Dacre († vor 1458), ⚭ Elizabeth Bowet;
- Ralph Dacre, 1. Baron Dacre (of Gilsland) (um 1412–1461);
- Humphrey Dacre, 1. Baron Dacre (of Gilsland) († 1485), ⚭ Mabel Parr;
- Joan Dacre, ⚭ Thomas Clifford, 8. Baron de Clifford.

Da er seinen ältesten Sohn Thomas überlebte, folgte ihm dessen Tochter Joan Dacre (1433–1486) als suo iure 7. Baroness Dacre.